# پروانه آزاد پایگاه داده

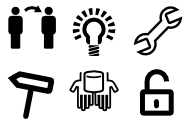
خلاصه نمادهای پروانه آزاد پایگاه داده:
شما آزاد هستید: برای به اشتراک گذاشتن، ایجاد کردن، وفق دادن.
تا زمانی که شما: نسبت می‌دهید، با همان مجوذ اشتراک گذاری کنید، آزاد نگه دارید.

پروانه آزاد پایگاه داده(ODbL)، یک پروانه کپی‌لفت است که به کاربران امکان می‌دهد ضمن حفظ همین آزادی برای دیگران، آزادانه پایگاه داده را اشتراک بگذارند، تغییر دهند و از آن استفاده کنند.
پروانه آزاد پایگاه داده بوسیله داده باز که بخشی از بنیاد دانش باز است منتشر شده‌است.
این پروانه با هدف اینکه کاربران بتوانند داده‌های خود را آزادانه و بدون نگرانی در مورد مشکلات مربوط به حق تکثیر یا مالکیت به اشتراک بگذارند، ایجاد شد.
این پروانه اجازه می‌دهد تا کاربران بدون نگرانی در مورد حق تکثیر سازندگان، از داده‌های موجود در دیتابیس آزادانه استفاده کنند و به داده‌ها اضافه کرده یا به استفاده در پایگاه‌های داده دیگر بپردازند. این پروانه، حقوق کاربران پایگاه داده را تعیین می‌کند، همچنین روش صحیحی برای اختصاص اعتبار در جایی که اعتبار برای داده‌ها در نظر گرفته شده‌است می‌باشد، و همچنین چگونگی ایجاد تغییرات یا پیشرفت در داده‌ها، در نتیجه سهیم سازی و مقایسه داده‌ها را ساده می‌کند. با استفاده از پروانه آزاد پایگاه داده کاربران دیگر نیازی به نگرانی از عواقب نقض قانون حق تکثیر یا سرقت اطلاعات ندارند.

## آزادی‌ها
- اشتراک گذاری: آزادی برای نسخه برداری، توزیع و استفاده از پایگاه داده.
- ساختن: آزادی برای تولید آثار از پایگاه داده.
- وفق دادن: آزادی برای تغییر دادن، انتقال و ساختن بر روی پایگاه داده.

## شرایط
- نسبت دادن: باید هر استفاده عمومی از پایگاه داده یا محصول حاصل از استفاده از پایگاه داده را به روشی که در ODbL مشخص شده، نسبت دهید. برای هر نوع استفاده، باز توزیع پایگاه داده یا محصول حاصل از پایگاه داده باید پروانه مورد استفاده را برای دیگران کامل مشخص کنید و هر گونه ملاحظه‌ای را از پایگاه داده اصلی دست نخورده نگه دارید.
- اشتراک گذاری: اگر به شکل عمومی از نسخه‌ای از پایگاه داده استفاده می‌کنید، یا کار شما از یک پایگاه داده اقتباس شده استفاده می‌کند. شما نیز باید پایگاه داده را تحت مجوز ODbL عرضه کنید.
- آزاد نگه داشتن: اگر پایگاه داده را باز توزیع می‌کنید یا نسخه ای از آن را اقتباس می‌کنید، نباید در آن از فناوری‌هاای محدود کننده (مانند:مدیریت حقوق دیجیتال) استفاده شود.

## استفاده‌کنندگان قابل توجه
پروژه اوپن‌استریت‌مپ در سپتامبر ۲۰۱۲، از مجوز کرییتیو کامنز به ODbL با تلاش برای داشتن امنیت بیشتر حقوقی و مجوز ویژه تر برای پایگاه داده‌ها و نه کارهای خلاقانه، مهاجرت کرد.
استفاده‌کنندگان دیگر شامل: OpenCorporates, Open Food Facts و Paris OpenData.